# Matthew Conger
Matthew Conger (ur. 11 października 1978 roku w Plano) – nowozelandzki sędzia piłkarski amerykańskiego pochodzenia. Od 2013 roku sędzia międzynarodowy.
Conger znalazł się na liście 35 sędziów Mistrzostw Świata 2018.

## Sędziowane mecze Mistrzostw Świata 2018
| Mecz               | Data       | Miejsce                     | Runda        | Wynik | Żółta kartka | Czerwona kartka |
| ------------------ | ---------- | --------------------------- | ------------ | ----- | ------------ | --------------- |
| Nigeria – Islandia | 22.06.2018 | Wołgograd Ariena, Wołgograd | Faza grupowa | 2:0   | 1            | 0               |